# اوستروف، استان پسکوف
شهر اوستروف، اوبلاست پسکوف (به روسی: Остров) در کشور روسیه و در اوبلاست پسکوف واقع شده‌است.